# 全美博士后协会
全美博士后协会（National Postdoctoral Association, NPA）的是美国的一个非营利性组织，为博士后研究人员发声。资金主要来自艾爾弗·斯隆基金和美國科學促進會的慈善捐款。